# Yannick Hanfmann
Yannick Hanfmann (München, 13 november 1991) is een Duitse tennisser.

## Palmares
| Legenda                       | Legenda               |
| ----------------------------- | --------------------- |
| Grand Slam                    |                       |
| Olympische Spelen             |                       |
| tot 2009                      | vanaf 2009            |
| Tennis Masters Cup            | ATP Finals            |
| ATP Masters Series            | ATP Tour Masters 1000 |
| ATP International Series Gold | ATP Tour 500          |
| ATP International Series      | ATP Tour 250          |

### Enkelspel
| Nr.                  | Datum             | Toernooi              | Ondergrond | Tegenstanders in finale | Score            | Details |
| -------------------- | ----------------- | --------------------- | ---------- | ----------------------- | ---------------- | ------- |
| Verloren finales     |                   |                       |            |                         |                  |         |
| 1.                   | 30 juli 2017      | ATP Gstaad            | Gravel     | Fabio Fognini           | 4-6, 5-7         | Details |
| 2.                   | 13 september 2020 | ATP Kitzbühel         | Gravel     | Miomir Kecmanović       | 4-6, 4-6         | Details |
| Gewonnen challengers |                   |                       |            |                         |                  |         |
| 1.                   | 22 oktober 2017   | Ismaning              | Tapijt (i) | Lorenzo Sonego          | 6-4, 3-6, 7-5    |         |
| 2.                   | 9 juni 2018       | Şımkent               | Gravel     | Roberto Cid Subervi     | 7-6(3), 4-6, 6-2 |         |
| 3.                   | 14 juli 2018      | Braunschweig          | Gravel     | Jozef Kovalík           | 6-2, 3-6, 6-3    |         |
| 4.                   | 7 juli 2019       | Ludwigshafen am Rhein | Gravel     | Filip Horanský          | 6-3, 6-1         |         |
| 5.                   | 11 augustus 2019  | Augsburg              | Gravel     | Emil Ruusuvuori         | 2-6, 6-4, 7-5    |         |
| 6.                   | 23 augustus 2020  | Todi                  | Gravel     | Bernabé Zapata Miralles | 6-3, 6-3         |         |

### Dubbelspel
| Nr.                              | Datum         | Toernooi    | Ondergrond | Partner        | Tegenstanders in finale     | Score       |
| -------------------------------- | ------------- | ----------- | ---------- | -------------- | --------------------------- | ----------- |
| Gewonnen challengers herendubbel |               |             |            |                |                             |             |
| 1.                               | 7 april 2018  | Panama-Stad | Gravel     | Kevin Krawietz | Nathan Pasha Roberto Quiroz | 7-6(4), 6-4 |
| 2.                               | 15 april 2018 | Mexico-Stad | Gravel     | Kevin Krawietz | Luke Bambridge Jonny O'Mara | 6-2, 7-6(3) |

## Prestatietabel grandslamtoernooien
| Legenda | Legenda                          |
| ------- | -------------------------------- |
| g.t.    | geen toernooi gehouden           |
| l.c.    | lagere categorie                 |
| –       | niet deelgenomen                 |
| G       | uitgeschakeld in de groepsfase   |
| 1R      | uitgeschakeld in de eerste ronde |
| 2R      | uitgeschakeld in de tweede ronde |
| 3R      | uitgeschakeld in de derde ronde  |
| 4R      | uitgeschakeld in de vierde ronde |
| KF      | uitgeschakeld in de kwartfinale  |
| HF      | uitgeschakeld in de halve finale |
| F       | de finale verloren               |
| W       | het toernooi gewonnen            |
| w-v     | winst/verlies-balans             |

### Enkelspel
| Grandslamtoernooien  |      |     |      |      |      |      |    |
| Australian Open      | –    | –   | –    | –    | –    | –    | 1R |
| Roland Garros        | –    | –   | –    | –    | 1R   | –    | 1R |
| Wimbledon            | –    | –   | –    | –    | –    | g.t. | 1R |
| US Open              | –    | –   | –    | 1R   | –    | –    |    |
| ATP Masters 1000     |      |     |      |      |      |      |    |
| Indian Wells         | –    | –   | –    | –    | –    | g.t. |    |
| Miami                | –    | –   | –    | –    | –    | g.t. | 2R |
| Monte Carlo          | –    | –   | –    | –    | –    | g.t. | –  |
| Madrid               | –    | –   | –    | –    | –    | g.t. | –  |
| Rome                 | –    | –   | –    | –    | –    | –    | –  |
| Montreal/Toronto     | –    | –   | –    | –    | –    | g.t. |    |
| Cincinnati           | –    | –   | –    | –    | –    | –    |    |
| Shanghai             | –    | –   | –    | –    | –    | g.t. |    |
| Parijs               | –    | –   | –    | –    | –    | –    |    |
| Olympische Spelen    |      |     |      |      |      |      |    |
| Olympische Spelen    | g.t. | –   | g.t. | g.t. | g.t. | g.t. |    |
| statistieken         |      |     |      |      |      |      |    |
| totaal aantal titels | 0    | 0   | 0    | 0    | 0    | 0    | 0  |
| eindejaarsranking    | 660  | 315 | 119  | 152  | 172  | 99   |    |

### Dubbelspel
| Grandslamtoernooien  |    |
| Australian Open      | 2R |
| Roland Garros        | –  |
| Wimbledon            | –  |
| US Open              |    |
| ATP Masters 1000     |    |
| Indian Wells         |    |
| Miami                | –  |
| Monte Carlo          | –  |
| Madrid               | –  |
| Rome                 | –  |
| Montreal/Toronto     |    |
| Cincinnati           |    |
| Shanghai             |    |
| Parijs               |    |
| Olympische Spelen    |    |
| Olympische Spelen    |    |
| statistieken         |    |
| totaal aantal titels | 0  |
| eindejaarsranking    |    |

- (en)  Profiel van Yannick Hanfmann op de website van de ATP
- (en) Profiel van Yannick Hanfmann op de website van de ITF
- (en)  Profiel van Yannick Hanfmann in de Davis Cup